# Loma de los Changos
Loma de los Changos är en ort i Mexiko.   Den ligger i kommunen Juan Rodríguez Clara och delstaten Veracruz, i den sydöstra delen av landet, 400 km öster om huvudstaden Mexico City. Loma de los Changos ligger 90 meter över havet och antalet invånare är 196.
Terrängen runt Loma de los Changos är platt. Runt Loma de los Changos är det ganska tätbefolkat, med 67 invånare per kvadratkilometer. Närmaste större samhälle är Juan Rodríguez Clara, 17,2 km väster om Loma de los Changos. Omgivningarna runt Loma de los Changos är en mosaik av jordbruksmark och naturlig växtlighet.